# National Oilwell Varco
National Oilwell Varco ist ein US-amerikanisches Unternehmen mit Firmensitz in Houston, Texas.
National Oilwell Varco entstand im Jahr 2005 durch eine Fusion der Unternehmen National Oilwell und Varco. National Oilwell Varco ist weltweit führend in der Entwicklung, Herstellung und dem Vertrieb von Geräten und Komponenten in Öl- und Gas-Bohroperationen, die in der Bereitstellung von Ölfelddienstleistungen verwendet werden. Das Unternehmen ist auch im Bereich Erdölexploration und Ölfeldservice tätig. 